# Tour du Coin (Louvre)
La tour du Coin (ou tour de la Conférence) est une des principales tours de l'ancienne enceinte de Philippe Auguste de Paris et une de ses trois tours d'angle, construite entre 1190 et 1209.

## Les tours du coin de l'enceinte de Philippe Auguste
L'enceinte de Philippe Auguste comportait quatre tours importantes pour protéger la ville contre des attaques venant de la Seine. Deux en aval (donc à l'ouest), les plus fortes en cas d'attaque venant de la Normandie, un peu en amont de l'emplacement de l'actuel pont des Arts :
- tour du Coin (rive droite)
- tour de Nesle (rive gauche)

Deux en amont, donc à l'est :
- tour Barbeau (rive droite)
- la tour Saint-Bernard, rapidement remplacée par le château de la Tournelle (rive gauche)

La nuit, des chaînes posées sur des bateaux installés au milieu du fleuve reliaient les deux tours et empêchaient des incursions à partir du fleuve, comme l'incursion viking de 885-887.

## La tour du Coin

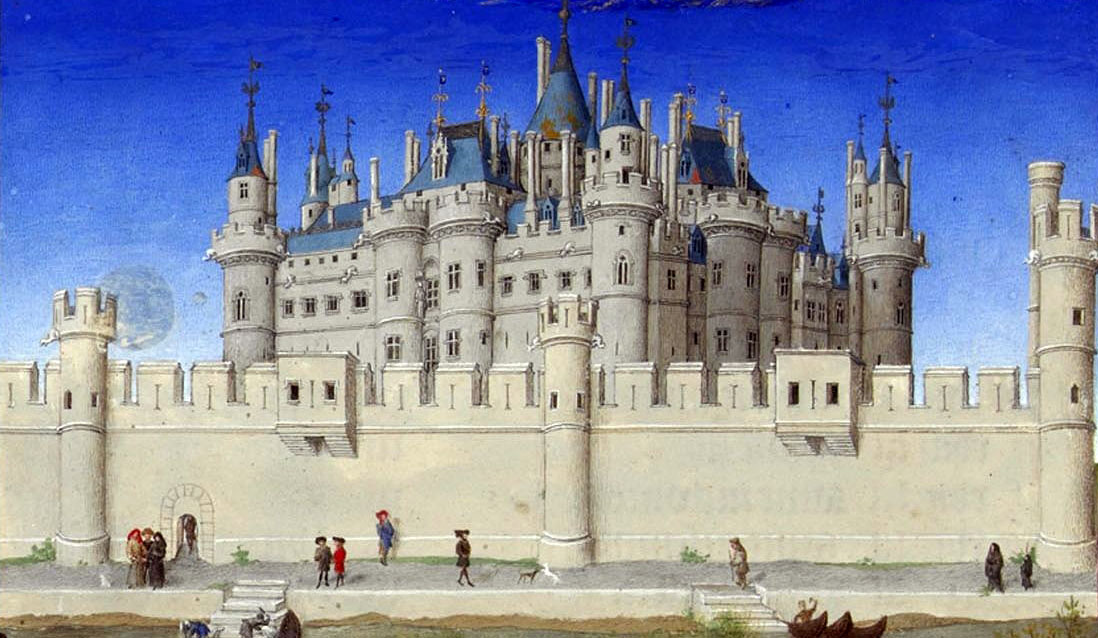
Image du Louvre et de ses remparts avec la Tour du Coin à droite, extrait des Très Riches Heures du Duc de Berry

Elle se situait un peu au sud du château du Louvre, au bord de la Seine. Ce château était à l'extérieur de l'enceinte, pour la renforcer en direction du nord-ouest et de la Normandie occupée à l'époque par les Anglais.
Ces quatre tours mesuraient 25 m de haut et 10 m de diamètre. La tour du Coin ressemblait à la tour de Nesle, qui est plus connue. Elle était munie, comme celle-ci, d'une tourelle cylindrique extérieure servant de cage d'escalier et dépassant de beaucoup le niveau de la plateforme supérieure de la tour.

## Évolutions ultérieures

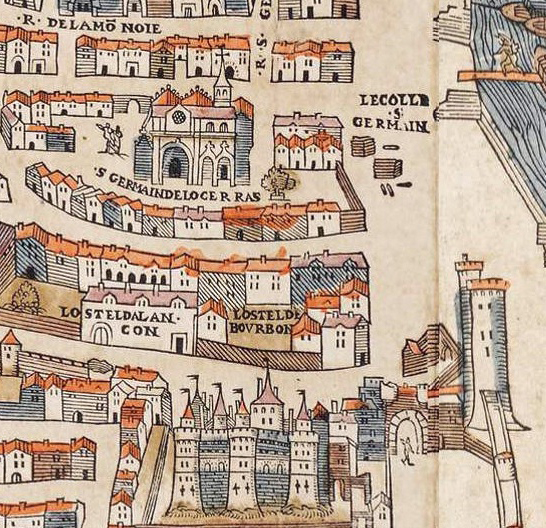
La tour du Coin en 1550 (plan de Truschet et Hoyau, détail).

L'enceinte de Charles V fut construite sur la rive droite de 1356 à 1383 bien à l'extérieur de l'enceinte de Philippe Auguste et contenant dans ses murs le château du Louvre.
C'était désormais la tour du Bois de la nouvelle enceinte qui était la tour la plus à l'ouest et la plus exposée. Pourtant, la tour du Coin fut conservée. Un rempart fut édifié pour constituer un « retour » de la tour du Bois à la tour du Coin le long du fleuve. La tour du Coin, dont le rôle de défense avait bien diminué, conservait son importance pour interdire des incursions de bateaux avec les chaines tirées en travers du fleuve vers la tour de Nesle sur la rive gauche. En effet, sur la rive gauche moins peuplée, l'enceinte de Philippe Auguste n'avait pas été élargie et avait même été renforcée.
L'essentiel de la tour aurait été démoli en 1531, mais son étage inférieur n'a été entièrement détruit qu'en 1719, avec la réfection du quai du Louvre.